# Lolme, Dordogne
Lolme là một xã của Pháp, nằm ở tỉnh Dordogne trong vùng Aquitaine của Pháp. Xã này có diện tích 6,92 km2, dân số năm 2005 là 149 người. Xã nằm ở khu vực có độ cao trung bình 160 m trên mực nước biển.

## Thông tin nhân khẩu
| Năm    | 1962 | 1968 | 1975 | 1982 | 1990 | 1999 | 2005 |
| ------ | ---- | ---- | ---- | ---- | ---- | ---- | ---- |
| Dân số | 101  | 104  | 104  | 110  | 105  | 111  | 149  |